# Frank Louwen
Frank Andre Louwen (* 13. Januar 1962) ist ein deutscher Arzt und Professor am Universitätsklinikum der Johann Wolfgang Goethe-Universität Frankfurt am Main mit den Schwerpunkten Geburtshilfe und Pränatalmedizin.

## Leben
Louwen studierte zwischen 1983 und 1989 Humanmedizin an der Westfälischen Wilhelms-Universität Münster und promovierte 1993 über das Thema Definitionskriterien des HELLP-Syndroms.
Zwischen 1989 und 1994 erfolgte seine Approbation als Arzt und nach Weiterbildung zum Frauenarzt an der Universitätsfrauenklinik Münster die Facharztanerkennung, Ernennung zum Oberarzt und im Jahr darauf die Ernennung zum Oberarzt der Klinik.
2002 erfolgte die Berufung auf die Professur für Geburtshilfe und Perinatologie an der Johann Wolfgang Goethe-Universität Frankfurt am Main. Seit seiner Berufung auf die „Professur für Geburtshilfe und Pränatalmedizin“ leitet er diesen Schwerpunkt sowie das Perinatalzentrum am Frankfurter Universitätsklinikum. Seine Arbeits- und Forschungsschwerpunkte sind molekularbiologische und zellbiologische (Stammzellen) Befunde und Komplikationen bei Adipositas und Hypertensive Störungen während der Schwangerschaft (Präeklampsie, HELLP-Syndrom) sowie die Betreuung und Entbindung bei Mehrlingsschwangerschaften und Beckenendlagengeburten (Er ist Initiator der FIGO & WATOG Initiative „Teach the Breech“).
Neben der ehrenamtlichen Vorstandstätigkeit in internationalen und nationalen Fachgesellschaften wirkt er ehrenamtlich u. a. auch als Vorstandsvorsitzender der Deutschen Stiftung Frauengesundheit und als Vorstandsvorsitzender von profamilia Hessen.
Louwen ist verheiratet und hat zwei Kinder und Enkelkinder.

## Auszeichnungen
- Wissenschaftlicher Preis der Deutschen Gesellschaft für Perinatalmedizin, Berlin 2006
- Wissenschaftlicher Videopreis der Deutschen Gesellschaft für Perinatale Medizin 23. Kongress der Deutschen Gesellschaft für Perinatale Medizin Berlin 2007
- Ehrendoktorwürde (Dr. h.c.) der Russischen Akademie der Medizinischen Wissenschaften (2011), St. Petersburg, für Beiträge zur Innovation in der Geburtshilfe, insbesondere der Therapie des HELLP-Syndroms und der Beckenendlagengeburt.
- International Board Member  of the Association of of Obstetricians and Gynecologists of Ukraine IBM AOGU (2018)
- Fellow ad eundem of the Royal College of Obstetricians and Gynecologists (2021) FRCOG
- Fellow of the American Gynecological and Obstrical Society (2021) FAGOS
- Honorary Member of the Israelic Gynecological & Obstetrical Society (2022)
- Honorary Member of the Association of Obstetricians and Gynecologists of Ukraine (2022)
- Fellow of the Royal College of Physicians in Ireland FRCPI 2023
- Fellow of the Indian College of Obstetrics and Gynecology FICOG 2023

## Ämter
- International Federation of Gynecology and Obstetrics FIGO - President elect (2023–2025), Executive Board Member (2015–2021), Committee chairman SPC FIGO worlcongress 2021. FIGO.org
- European Board and College EBCOG President (ab 2023). EBCOG.eu
- Vorstandsmitglied (2010–2022) der Deutschen Gesellschaft für Gynäkologie und Geburtshilfe[3]
- Vorstandsmitglied der HAGE - Hessische Arbeitsgemeinschaft für Gesundheitserziehung e.V.[4]
- Vorstandsvorsitzender der Arbeitsgemeinschaft für Geburtshilfe und Pränatalmedizin (AGG) in der DGGG (2014–2018) https://www.ag-geburtshilfe.de/fileadmin/agg/_downloads/20140428_Gruendungsprotokoll_AGG.pdf
- Vorstandsvorsitzender der Deutschen Stiftung Frauengesundheit (seit 2017)
- Leiter des am Universitätsklinikum Frankfurt eingerichteten Zentrums für angeborene Fehlbildungen in Hessen[5]

## Schriften
- 50 einfache Dinge, die Sie über das Kinderkriegen wissen sollten, Frankfurt a. Main 2008